# Oscar Chajes
Oscar Chajes (Brody (Austria), 1873-Nueva York, 28 de febrero de 1928) fue un destacado jugador austríaco de ajedrez.
En 1913 participó en el torneo de La Habana donde terminó cuarto, detrás de Frank Marshall, José Raúl Capablanca y David Janowsky.
Emigró a Estados Unidos en 1914 donde se asentó en la ciudad de Nueva York. Fue secretario del Club de Ajedrez Progresivo Issac L. Rice. En Europa jugó en un solo torneo mayor: Karlsbad 1911, donde empató el último puesto con Charles Jaffé, Hans Fahrni y Simón Alapín. Su mejor resultado fue el primer puesto en el torneo de Rochester 1917, seguido por el tercer lugar en Nueva York 1916, después de Capablanca y Janowsky, donde fue la última persona en derrotar a Capablanca inmediatamente antes de iniciar el período 1916-1924 en el que el gran campeón cubano se mantuvo invicto.
Desde 1910 y hasta su muerte, Chajes fue considerado como uno de los mejores jugadores norteamericanos, después de Frank Marshall.